# Orlan-10
L'Orlan-10 (in cirillico: Орлан-10) è un velivolo senza pilota (UAV) monomotore di fabbricazione russa, sviluppato dallo Special Technology Center di San Pietroburgo con lo scopo di effettuare missioni di ricognizione, di mappatura 3D, di supporto ad operazioni SAR e di guerra elettronica per conto delle forze armate russe.
Prodotto in più di 1000 esemplari, l'Orlan è stato impiegato in numerosi teatri di guerra quali il Donbass, la guerra civile in Siria, la Libia, il conflitto del Nagorno-Karabakh del 2020 e l'invasione russa dell'Ucraina del 2022.
Nel 2020 è entrata in servizio una sua versione aggiornata, denominata Orlan-30, in grado di individuare bersagli terrestri per le munizioni guidate d'artiglieria Krasnopol-M e per bombe a guida laser.

## Caratteristiche

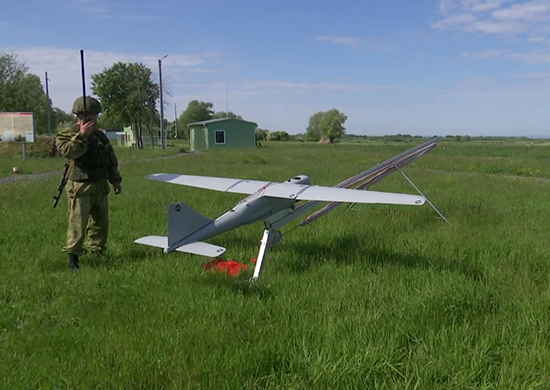
Orlan-10 sulla catapulta di lancio

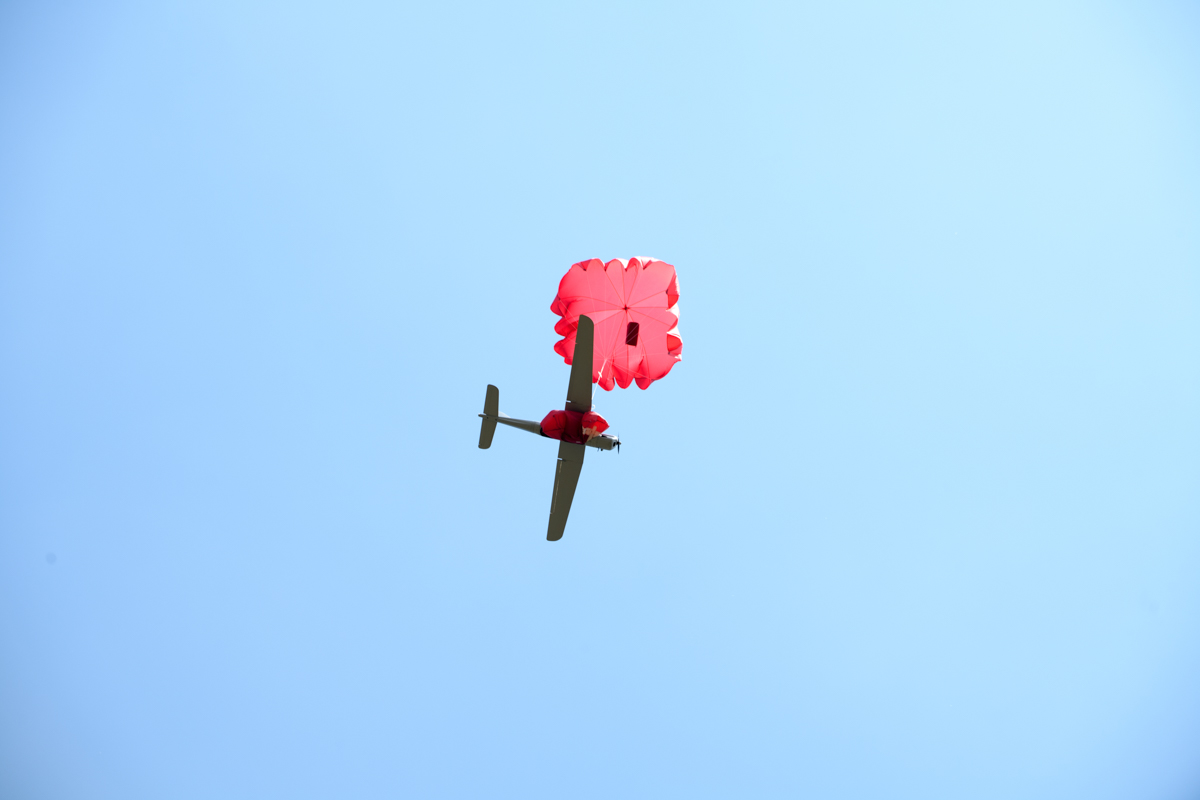
UAV Orlan-10 atterra con il paracadute

L'Orlan-10 è dotato di uno scafo composito in grado di ridurre la sua traccia radar e di un singolo propulsore. Pilotato da remoto, è in grado di raggiungere in autonomia fino a 60 checkpoint definiti lungo la propria rotta di volo.
Con un prezzo di listino compresa tra 87000 $ e 120000 $ a seconda della versione considerata, il drone viene solitamente utilizzato in stormi da due o tre unità nei quali un esemplare viene utilizzato a fini di ricognizione ad un'altezza di 1-1,5 km, un secondo come jammer ed un terzo nel ruolo di hotspot dati che trasmette intelligence al centro di comando.
Il drone viene fatto decollare tramite un sistema a catapulta e fatto atterrare tramite paracadute.

## Versioni
Orlan-10
prima generazione
Orlan-30
seconda generazione dotata di designatore laser

## Operatori
Birmania
- Tatmadaw Kyi

Numero imprecisato di Orlan-10E ordinati nel gennaio 2021.
 Kirghizistan
- Aeronautica militare del Kirghizistan

Numero imprecisato di Orlan-10 ordinati nell'ottobre 2021.
 Russia
- Forze terrestri russe

Circa 1 000 Orlan-10 in servizio dal 2010 e un numero imprecisato di Orlan-30 in servizio dal 2020.
- Aviacija voenno-morskogo flota

In servizio dal 2016
- Vozdušno-desantnye vojska[13]